# Niels Lous
Niels Lous (Breda, 21 juli 1939) is een Nederlands schilder en beeldhouwer in de moderne kunst uit de tweede helft van de twintigste eeuw, wiens stijl tot het expressionisme kan worden gerekend.

## Exposities
| Jaar | Tentoonstelling                           | Plaats                  |
| 1974 | Bouvigne Beelden Buiten                   | Breda                   |
| 1975 | Natuur Sculptuur HogeHees                 | Eersel                  |
| 1976 | Beeldenroute                              | Breda                   |
| 1978 | Amstelpark Ned.Kring van Beeldhouwers     | Amsterdam               |
| 1978 | Sculptuur Museum het Kruithuis            | 's-Hertogenbosch        |
| 1980 | Curver B.V.                               | Gilze Rijen             |
| 1981 | Amstelpark Ned.Kring van Beeldhouwers     | Amsterdam               |
| 1982 | Beelden op de Floriade                    | Amsterdam               |
| 1983 | Stedelijk Museum N.K.v.Beeldhouwers       | Amsterdam               |
| 1983 | Natuur sculptuur de Hoge Hees             | Eersel                  |
| 1985 | Verbeelde Contrasten Dordrechts Museum    | Dordrecht               |
| 1989 | Beeldenroute Gemeente Leusden             | Leusden                 |
| 1990 | Beelden in Brabant Kasteel Heeswijk       | Heeswijk                |
| 1990 | Gerechsgebouw gemeente Breda (solo)       | Breda                   |
| 1990 | David Stedelijk Museum N.K.v.Beeldhouwers | Amsterdam               |
| 1992 | Beelden in de openbare ruimte             | Breda                   |
| 1994 | Beeldenstorm in de Kloosterttuin          | Veghel                  |
| 1994 | Aktieradius in Dialogen                   | Herkenbosch             |
| 1995 | Rijksgebouwendienst Directie zuid (solo)  | Eindhoven               |
| 1995 | Tekens in de tuin                         | Loon op Zand            |
| 1995 | Galerie Maya Wildevuur                    | Midwolda Hooghalen      |
| 1996 | De Zaaier                                 | Amsterdam               |
| 1996 | Beeldenpark Drechtoevers                  | Zwijndrecht             |
| 1996 | Academisch Medisch Centrum                | Amsterdam               |
| 1997 | De Zaaier                                 | Amsterdam               |
| 1997 | Demedici Beeldende Kunst                  | Putten                  |
| 1997 | Beeldenroute Bommelerwaard                | Kasteel Ammersoyen      |
| 1998 | Kasteel Groeneveld Jaarringen in Beeld    | Baarn                   |
| 1998 | Demedici B.K.Schovenhorst Boom en Beeld   | Putten                  |
| 1998 | Beeldentuin Paasloerhof                   | Paaslo                  |
| 1998 | Kasteel Strijthagen N.K.v.Beelhouwers     | Landgraaf               |
| 1999 | Beeldentuin Borne                         | Borne                   |
| 2000 | Compositie 5                              | Breda                   |
| 2000 | Tessenderlandt Kunst in de School         | Breda                   |
| 2000 | Kunst in het Bos Staatsbosbeheer          | Leende                  |
| 2000 | Les Jardins Artistiques de Drulon         | Frankrijk               |
| 2000 | Begegnungen Kunst in het Vechtetal        | Duitsland               |
| 2000 | Beeldentuin Paasloerhof                   | Paaslo                  |
| 2002 | Hof van Heden Het Markiezenhof            | Bergen op Zoom          |
| 2003 | Beeldentuin Cuijk                         | Cuijk                   |
| 2004 | Sokkelproject Titel Blowing               | Castricum               |
| 2005 | Galerie Bon Ton                           | Stiphout                |
| 2008 | Kunstroute Zijpe                          | Oudesluis               |
| 2010 | Beelden aan de rivieren                   | Woudrichem en Gorinchem |
| 2011 | Kunstroute gedicht in beeld               | Halsteren               |
| 2013 | Beelden aan de Schelde Boulevard          | Terneuzen               |
| 2017 | Kunst op Stapel                           | Boxtel                  |
| 2018 | 100 jaar NKvBeeldhouwers Pulchri          | Den Haag 2020           |
| 2020 | Denkbeelden, Stedelijk Museum             | Breda                   |